# 氷上インターチェンジ
氷上インターチェンジ（ひかみインターチェンジ）は、兵庫県丹波市氷上町にある北近畿豊岡自動車道（国道483号）のインターチェンジである。
2005年（平成17年）4月17日、北近畿豊岡自動車道春日和田山道路のうち「春日IC/JCT」-「氷上IC」間が開通した。
- 「丹波市役所」の最寄りインターチェンジである。
- 通行料金が”無料区間”であるため、料金収受施設はない。
- 「氷上パーキングエリア」（丹波いっぷく茶屋/氷上PA観光案内所[1]）を併設している。

## 道路
- E72 北近畿豊岡自動車道（国道483号、春日和田山道路）

## 接続する道路
- 直接接続
  - 県道7号青垣柏原線（丹波の森街道）
- 間接接続
  - 国道175号（水分れ街道[注 1]）
  - 国道176号

## 歴史
- 2005年（平成17年）4月17日 北近畿豊岡自動車道春日IC - 当IC間開通により、一部併用
- 2006年（平成18年）7月22日 当IC - 和田山IC間開通により、全体併用

## 周辺
- ENEOS J-Quest 氷上店（セルフ式ガソリンスタンド、06:00 - 23:00）
- ゆめタウン丹波
  - モスバーガー 丹波ゆめタウン店
  - コメダ珈琲店 丹波ゆめタウン店
  - 未来屋書店 氷上店
  - ダイソー ゆめタウン丹波店
  - ハニーズ 丹波ゆめタウン店
  - ジョーシン 丹波ゆめタウン店
  - コーナン 丹波ゆめタウン店
- フレッシュバザール 氷上インター店
- 業務スーパー 氷上店
- シャトレーゼ 氷上店
- コープこうべ コープ柏原店
- ザ・ビッグエクストラ 氷上店
- ゴダイドラッグ 氷上本郷店
- コスモス薬品 氷上店
- ジャパン 氷上店
- ユニクロ 氷上店
- 洋服の青山 氷上店
- 西松屋 丹波氷上店
- ワークマン 丹波柏原店
- ファッションセンターしまむら 氷上店
- エディオン かいばら店
- ケーズデンキ 氷上店
- オートバックス 氷上店
- 飲食店
  - マクドナルド 氷上店
  - スシロー 氷上店
  - くら寿司 丹波店
  - すき家 氷上町店
  - 和食さと 氷上店
  - すかいらーく ガスト 氷上柏原店
  - トマト＆オニオン 柏原店
  - 餃子の王将 氷上店
  - 来来亭 丹波店
  - 昭和お好み焼き劇場うまいもん横丁 FC丹波店
- 観光施設など
  - 丹波市立植野記念美術館
  - 水分れ公園
    - 丹波市立氷上回廊水分れフィールドミュージアム（旧・水分れ資料館）

  - 兵庫県立丹波年輪の里
  - 円通寺
  - 達身寺
  - 柏原八幡神社
- ホテル
  - 氷上ファーストホテル
  - パークインカイバラ
  - 丹波グリーンホテル松風
- 医療関係
  - 兵庫県立丹波医療センター
  - 丹波市健康センター ミルネ
  - 丹波市立看護専門学校
  - 医療法人敬愛会 大塚病院
  - 医療法人社団 清風会 香良病院

## 隣
E72 北近畿豊岡自動車道
(3)春日JCT/IC/BS - 氷上IC/PA（PAは下り線(和田山･豊岡方面)のみ） - 氷上BS - 青垣IC/BS